# كأس قربان
كأس القُربان أو كأس القداس هو كوب ذو قاعدة للقدمين مخصص لاحتساء مشروب. في الممارسة الدينية ، غالبًا ما يستخدم الكأس للشرب أثناء المراسم أو قد يحمل معنى رمزيًا معينًا.

## معرض صور

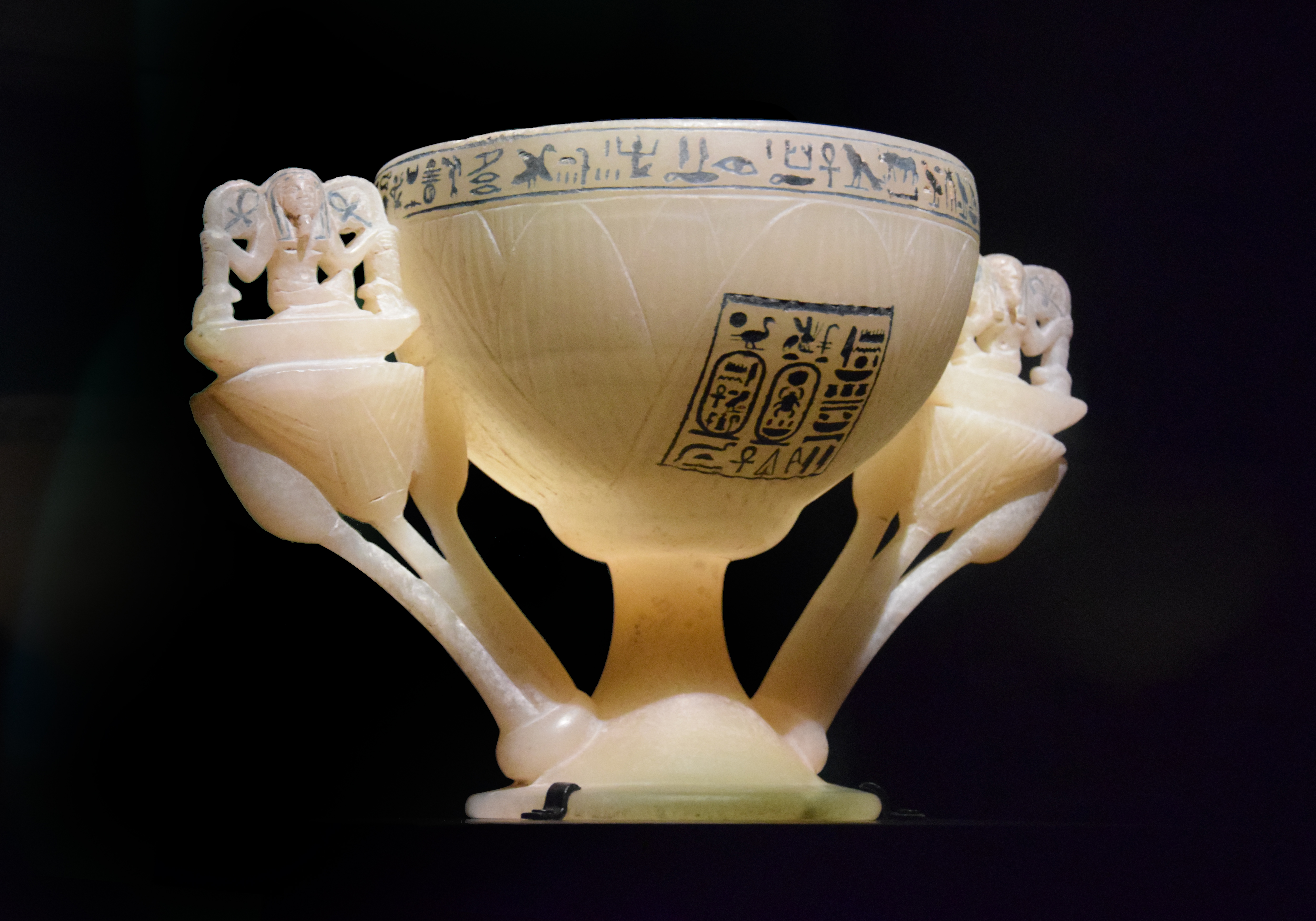
عُثر على كأس من المرمر في مقبرة توت عنخ آمون ، القرن الرابع عشر قبل الميلاد
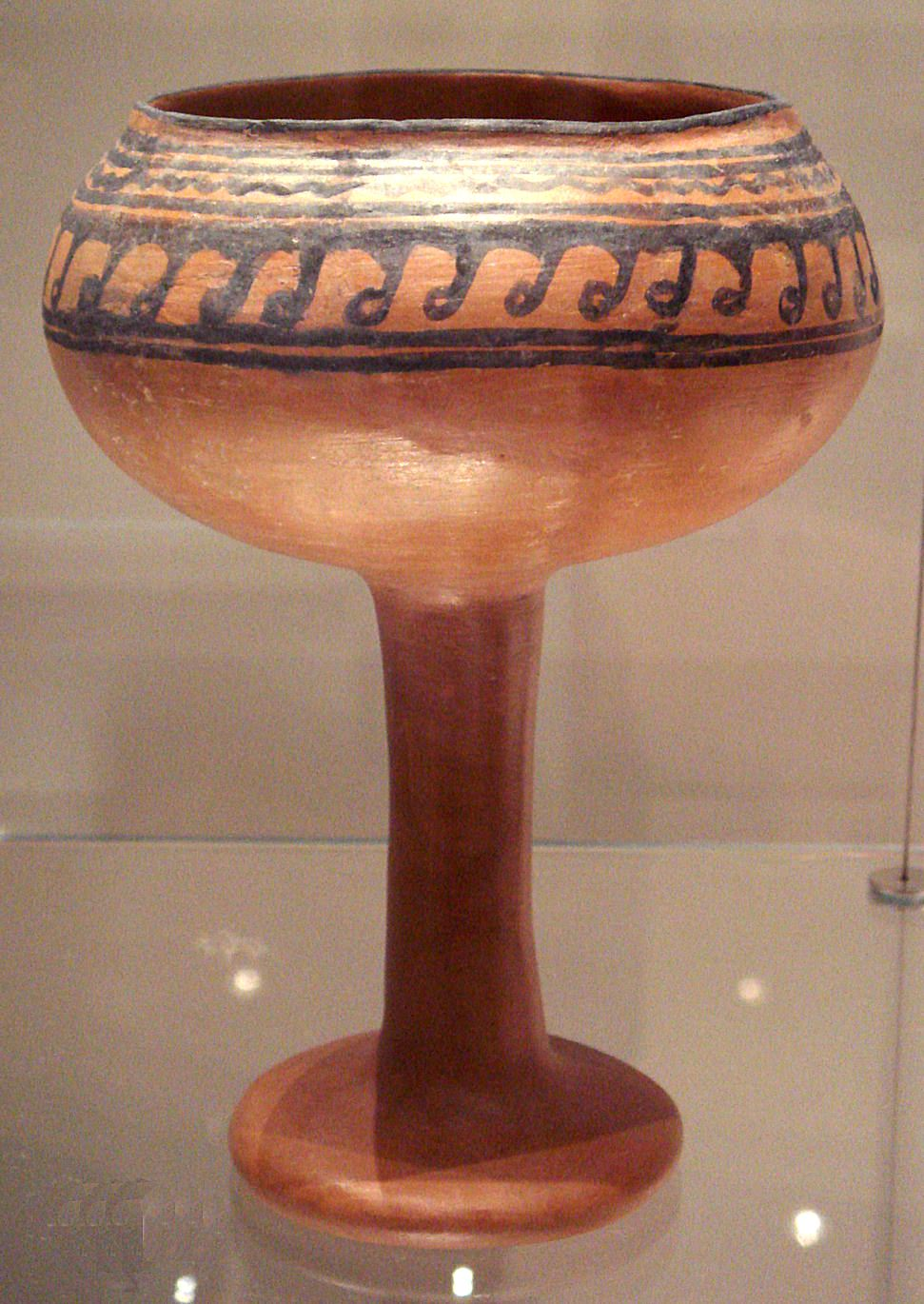
كأس خزفي من مَلوة ، 1300 قبل الميلاد
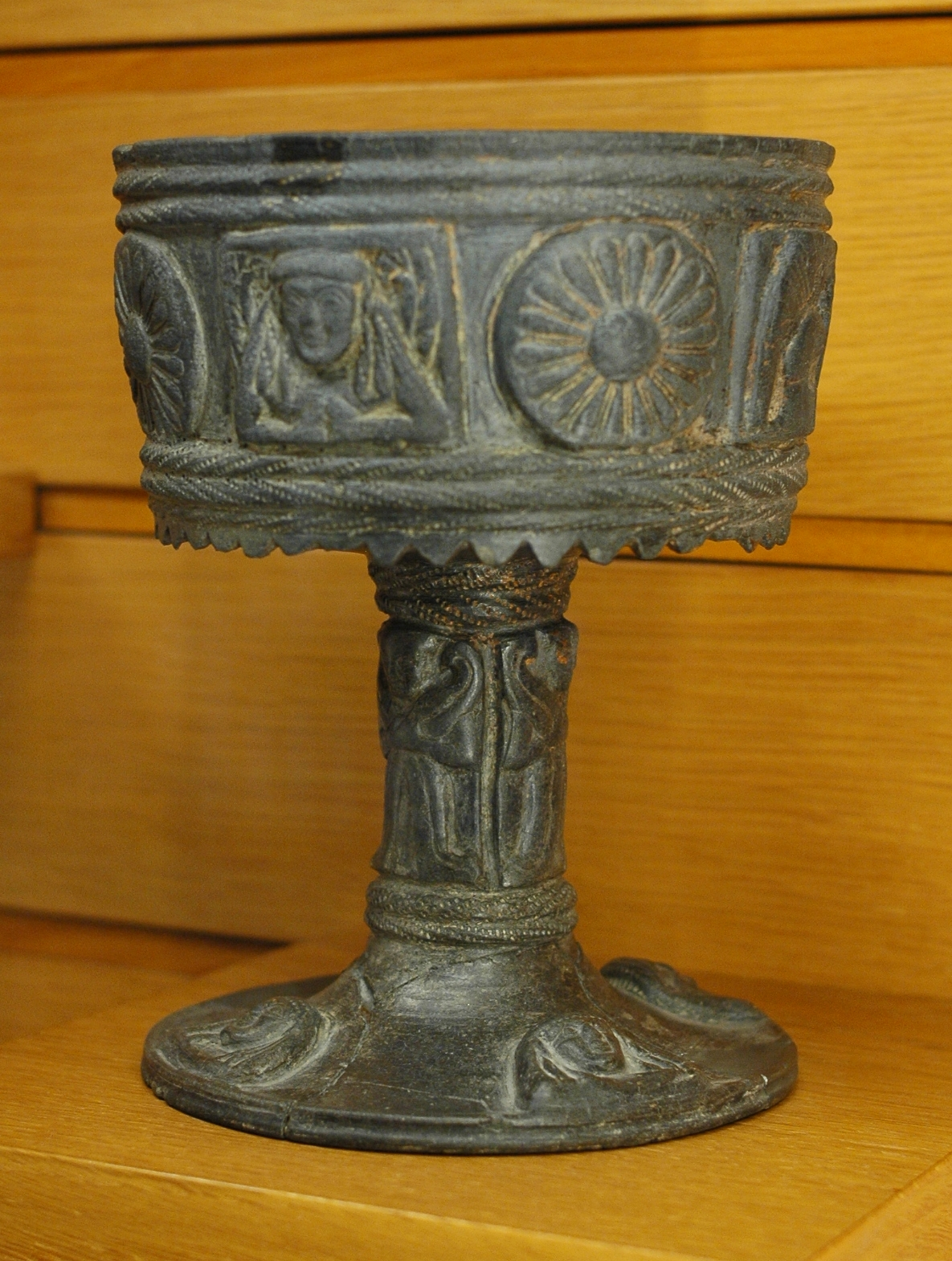
كأس إترُسكان بوكيرو ، أوائل القرن السادس قبل الميلاد
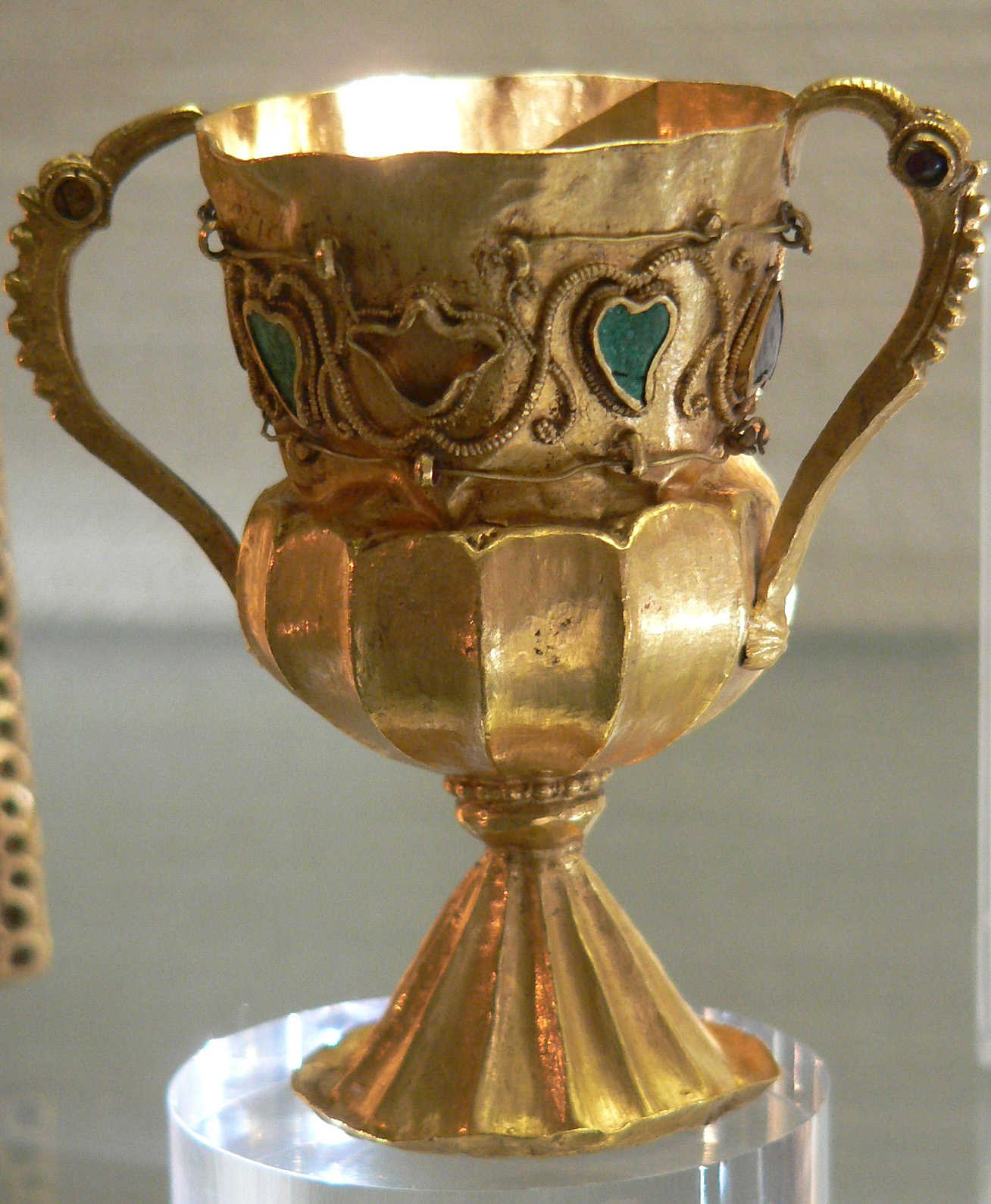
القرن السادس الميلادي
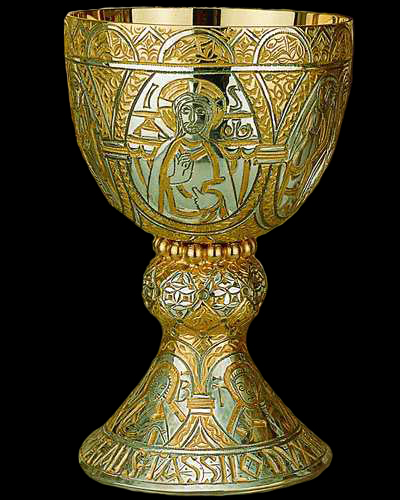
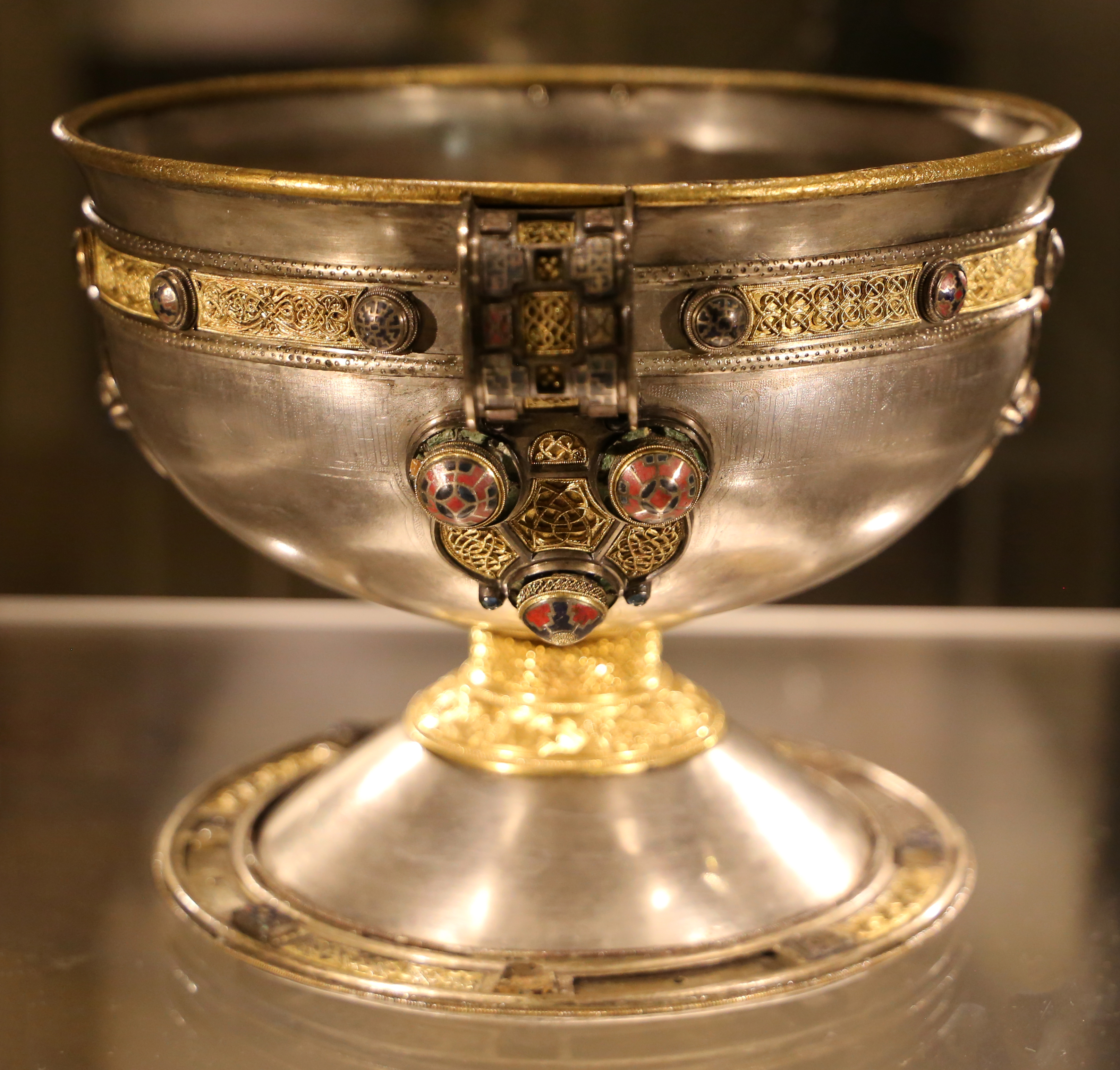
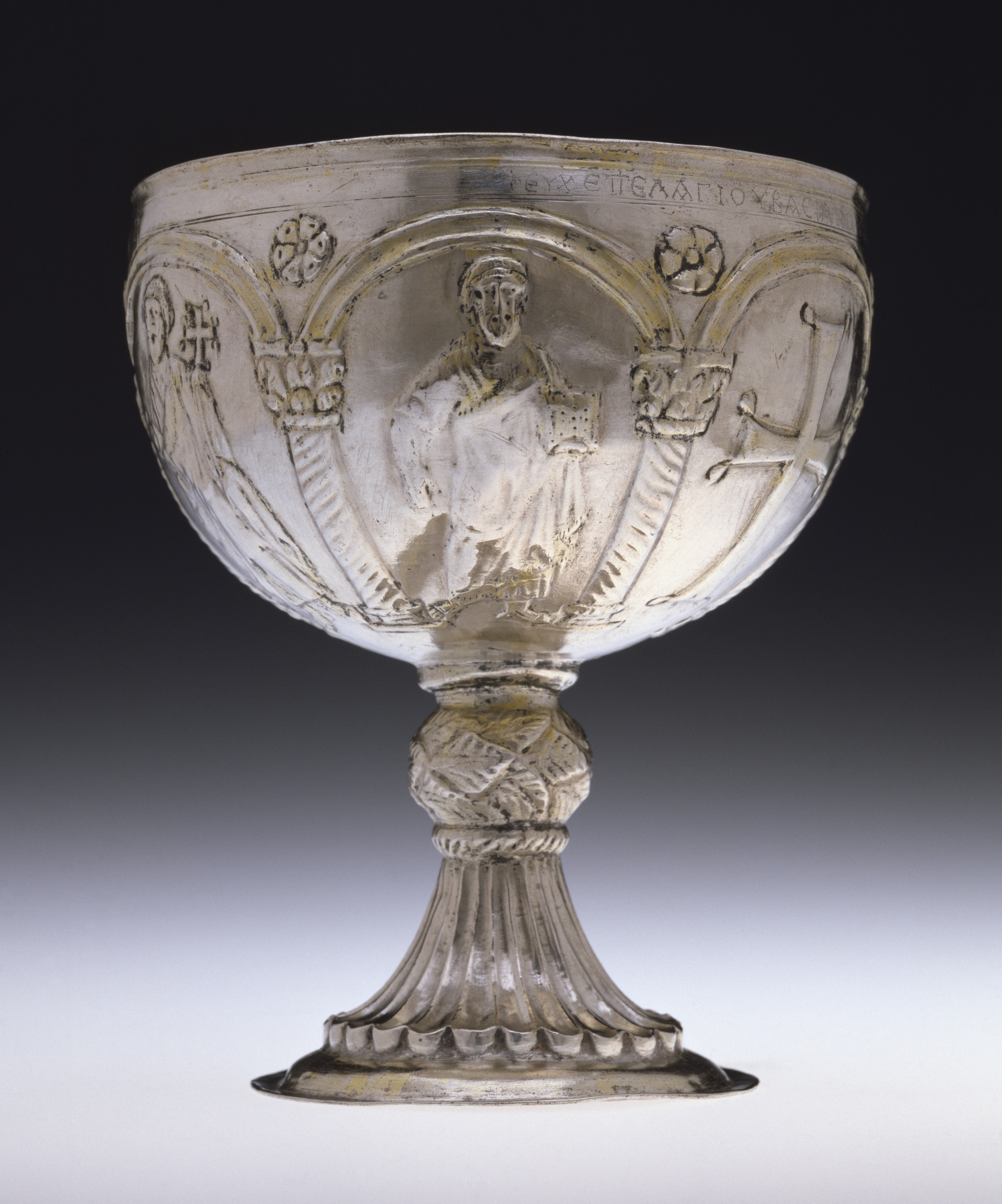
الإمبراطورية البيزنطية ( متحف وَلترز للفنون )
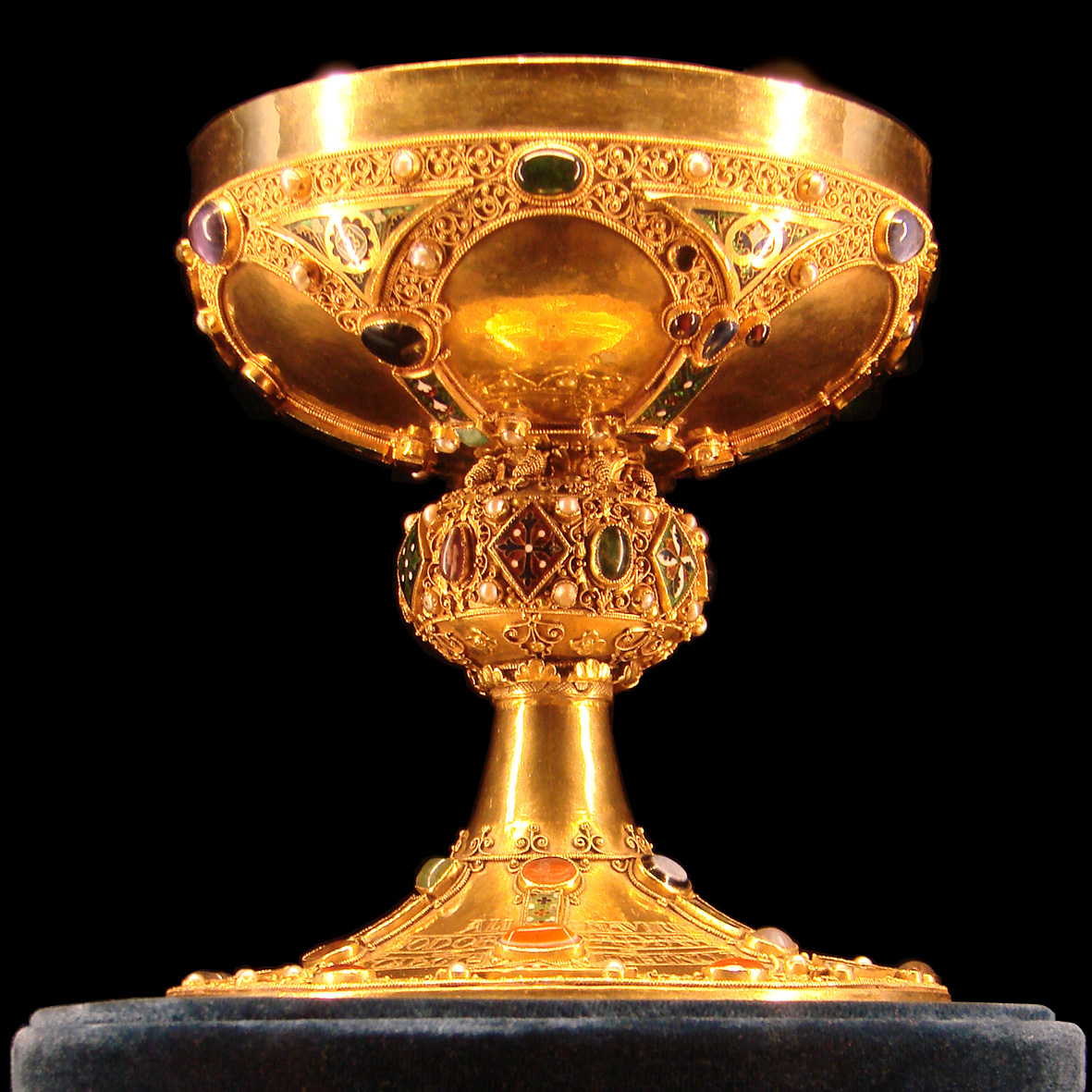
قصر تو ، كنز كتدرائية ريمس ، القرن الثاني عشر
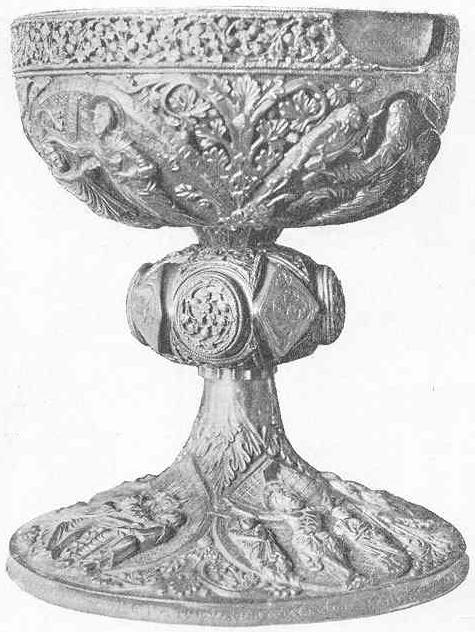
كأس من كتدرائية بورغو ( كاتدرائية بورفو ) ، ج. 1250
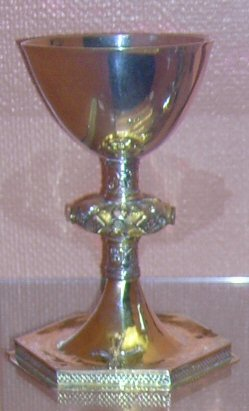
كأس القرون الوسطى من كنيسة السيدة العذراء ، ترُندهَيم ، النروِج
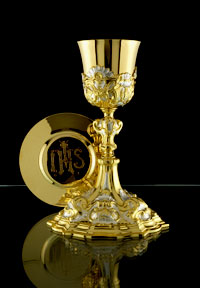
كأس الباروكية مع باتين
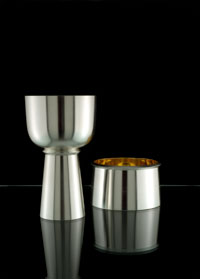
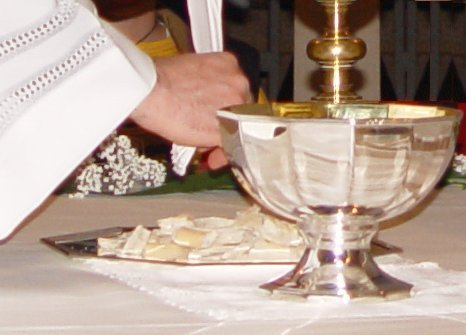
كأس وبطانة حديثة كبيرة
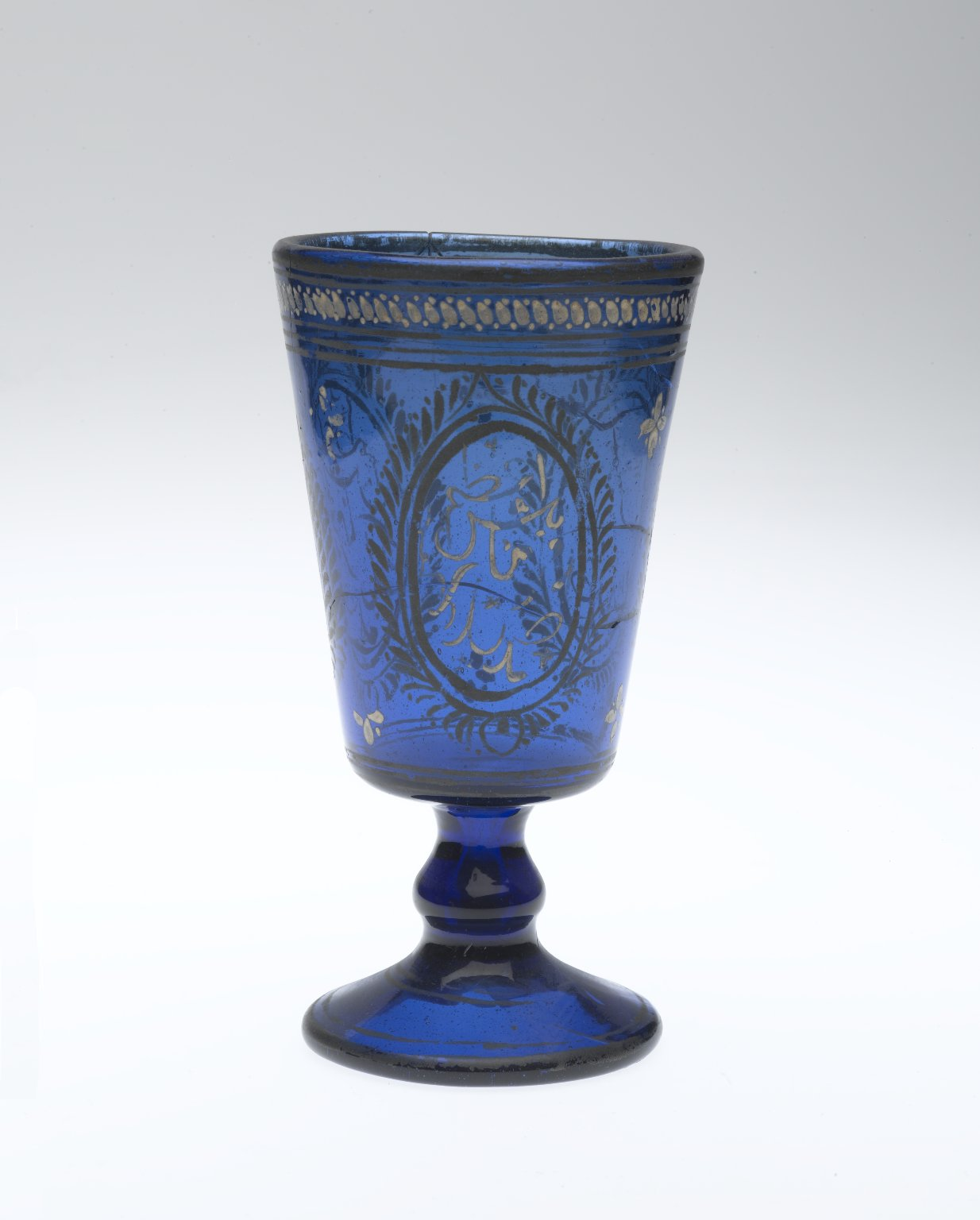
كأس النبيذ ، منتصف القرن التاسع عشر. سلالة قاجار . متحف بِرُكلِن .